# 상평역
상평역(上坪驛)은 전라북도 옥구군 옥구읍 상평리에 있었던 옥구선의 철도역이었다. 현재는 플랫폼 흔적만 남아 있다.

## 연혁
- 1955년 8월 1일 : 무배치간이역으로 개업[1]
- 1958년 11월 1일 : 배치간이역으로 승격[2]
- 1972년 7월 20일 : 무배치간이역으로 격하[3]
- 1977년 3월 1일 : 여객 취급 중지
- 1980년 12월 31일 : 폐역[4]